# Leandro Castán
Leandro Castan da Silva, född 11 maj 1986 i Jaú, är en brasiliansk fotbollsspelare (försvarare) som spelar för Vasco da Gama. Han har även spelat för de brasilianska klubbarna Corinthians,  Atletico Mineiro, Grêmio Prudente samt svenska Helsingborgs IF.